# Antonín Šindelář
Antonín Šindelář (Praga, 25 luglio 1902 – 1º febbraio 1985) è stato un calciatore cecoslovacco, di ruolo centrocampista.

## Carriera

### Nazionale
Il 28 ottobre 1928 debutta in Nazionale contro la Jugoslavia (7-1).

## Palmarès

### Club

#### Competizioni nazionali
- Campionato cecoslovacco: 1

Slavia Praga: 1925